# В'язівка (Коростенський район)
В'язі́вка — село в Україні, у Народицькій селищній територіальній громаді Коростенського району Житомирської області. Чисельність населення становить 433 особи (2001). У 1923—2015 роках — адміністративний центр колишньої однойменної сільської ради. До 1926 року — містечко.

## Загальна інформація
Розташоване на лівому березі річки Жерев, за 16 км південно-західніше Народич та за 12 км від залізничної станції Ігнатпіль. Через село пролягає автодорога Коростень — Поліське — Київ.

## Населення
У 1870 році в містечку налічувалося 935 мешканців (30 % населення становили євреї), дворів — 86. За довідником 1885 року в містечку мешкало 624 особи, налічувалося 81 дворове господарство.
Відповідно до результатів перепису населення Російської імперії 1897 року, загальна кількість мешканців становила 1 178 осіб, з них православних — 930, юдеїв — 230, чоловіків — 558, жінок — 620.
На початку 20 століття в містечку проживало 1 176 осіб, дворів — 204, у 1906 році — 960 мешканців, дворів — 135, у 1923 році — 1 453 жителі, дворів — 298.
На початок 1970-х років село мало 352 двори із населенням 880 осіб.
Відповідно до результатів перепису населення СРСР, кількість населення станом на 12 січня 1989 року становила 649 осіб. Станом на 5 грудня 2001 року, відповідно до перепису населення України, кількість мешканців села становила 433 особи.

## Історія
Перша письмова згадка — 1648 рік. Згадується в акті від 16 червня 1683 року як місто — вироком копного суду засуджено до смертної кари шляхом повішання дворянина Мацея Артюшенка Мошківського за крадіжку з місцевої церкви мідного котла для куріння браги, також кілька таких котлів та інших речей у євреїв з Народич і мед з бортей дворян Мошківських. Йому допомагали дружина, зять Дмитро Вітринський та коваль із міста В'язівка. До складу суду входили, в тому числі, й міщани з міста В'язівки. Однак в цьому ж документі В'язівка згадується і як містечко. Також згадується як містечко в акті від 18 березня 1693 року.

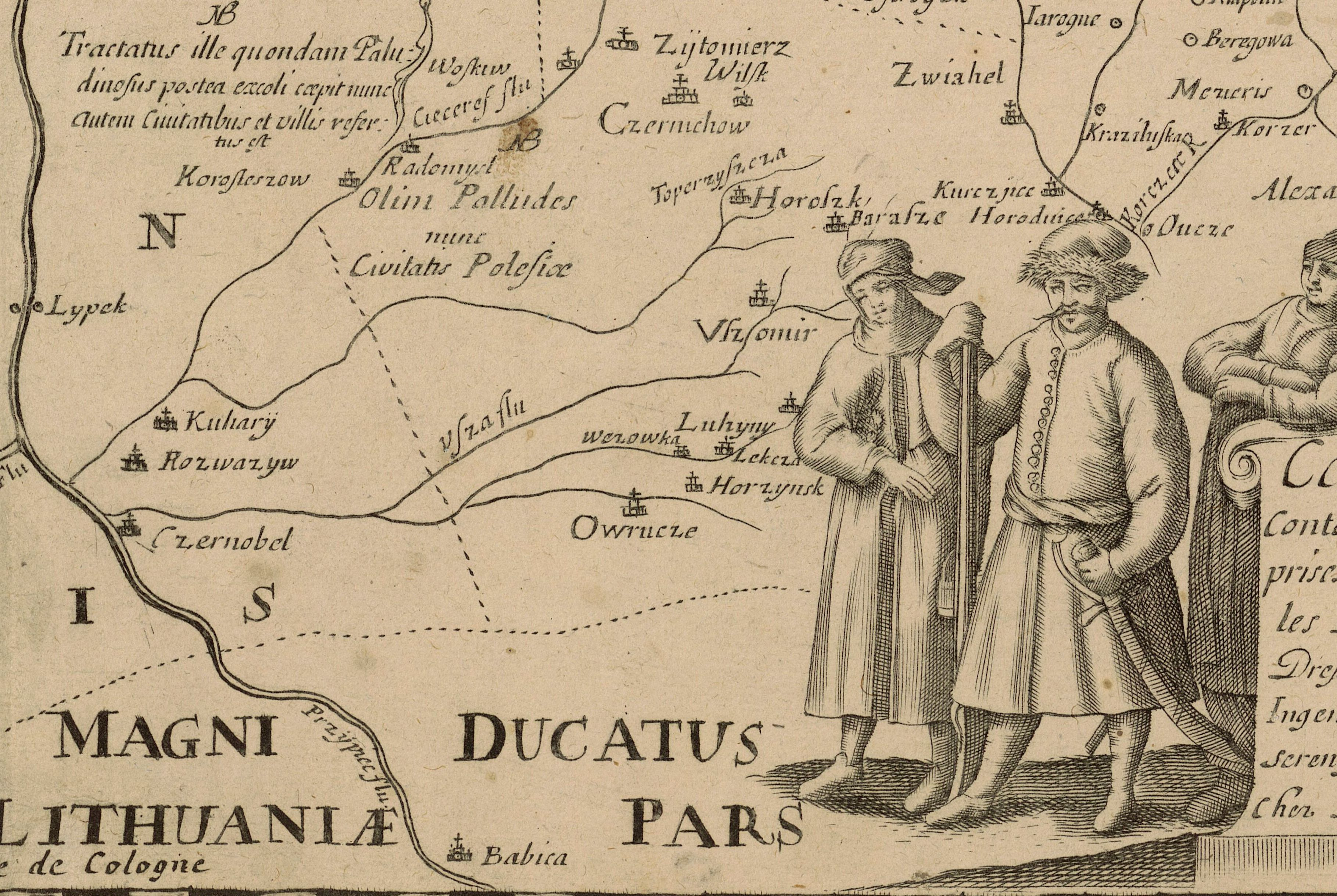
В'язівка на мапі Боплана, 1648 рік

Ще це містечко згадане 11 грудня 1711 року в акті освідування вбитого сокирою православного парафіяльного священника Симеона. Злочин вчинив у В'язівці Костянтин Шайковський 8 грудня 1711 року. Тоді поселення належало дворянці Анастасії Підліській, дружині Олександра Збігнева Якубовського. Також згадується містечко в акті від 20 жовтня 1750 року, в показах гайдамацького ватажка Івана Подоляки у Київському міському суді, який повідомляв, що бував зі своєю ватагою і у В'язівці. Згадується у люстрації Київського воєводства 1754 року як село, що належало київському каштелянові Вороничу, який сплачував подимне з 20 дворів.
У 1870 році в містечку була церква, єврейський дім молитви, два водяні млини. За довідником 1885 року — колишнє державне містечко Народицької волості Овруцького повіту Волинської губернії. Були церковна парафія, синагога, єврейський молитовний дім, 3 заїзди, лавка, ярмарка.
Наприкінці 19 століття — містечко Народицької волості Овруцького повіту Волинської губернії. Лежало на річці Жерев, за 110 верст від Житомира, за 28 верст від Овруча, де розміщувалася також найближча поштова станція, за 150 верст від найближчої залізничної станції у Києві. Була дерев'яна церква на кам'яному підмурівку, збудована 1862 року за державні кошти. Упорядкована у 1880 році: покрита бляхою, прибудовано дзвіницю. Копії метричних книг зберігалися з 1833 року. Землі при церкві майже 39 десятин, плану на землю не було. Прицерковні будівлі збудовані у 1864 році, потребували ремонту. Церковно-парафіяльної школи не було. До парафії належали села Липлянщина (за 4 версти), Слобода-В'язівська (7 верст). Дворів 173, парафіян 1 372 обох статей. Сусідні парафії — Закусили (4 версти), Велика Фосня (12 верст).
У 1906 році — містечко Народицької волості (1-го стану) Овруцького повіту Волинської губернії. Відстань до повітового центру, м. Овруч, становила 16 верст, від волосного центру, міст. Народичі — 12 верст. Найближче поштово-телеграфне відділення розміщувалося в Овручі.
У 1923 році включене до складу новоствореної В'язівської сільської ради, яка 7 березня 1923 року увійшла до складу новоутвореного Народицького району Коростенської округи; адміністративний центр ради. Розміщувалося за 12 верст від районного центру міст. Народичі. У 1926 році віднесене до категорії сіл.
На фронтах Другої світової війни воювали 250 селян, 243 з них нагороджені орденами й медалями, 197 загинули.
В радянські часи в селі розміщувалася центральна садиба колгоспу, який обробляв 1 670 га угідь, з них 1 175 га ріллі. Вирощували зернові культури, льон та картоплю, розвивали м'ясо-молочне тваринництво. 49 селян відзначені державними нагородами СРСР, серед них свинарку Є. М. Гамерник та секретаря парторганізації Г. О. Дячківську — орденом Трудового Червоного Прапора. У селі були середня школа, клуб, сільська та шкільна бібліотеки, фельдшерсько-акушерський пункт, дитячі ясла, два магазини.
30 грудня 1962 року, в складі сільської ради, передане до Овруцького району Житомирської області, 8 грудня 1966 року повернуте до складу відновленого Народицького району.
6 серпня 2015 року включене до складу новоутвореної Народицької селищної територіальної громади Народицького району Житомирської області. Від 19 липня 2020 року, разом з громадою, у складі новоствореного Коростенського району Житомирської області.

## Церква Різдва Пресвятої Богородиці
В селі, на березі річки Жерев, знаходиться дерев'яна церква (Покровська) Різдва Пресвятої Богородиці, побудована в 1862 році — пам'ятка архітектури національного значення, охоронний № 108. 7 березня 2022 року, під час російського вторгнення в Україну, церкву було знищено російськими окупантами, вціліла тільки дзвіниця.

## Мікротопонімікон села Вʼязівка
Болото:

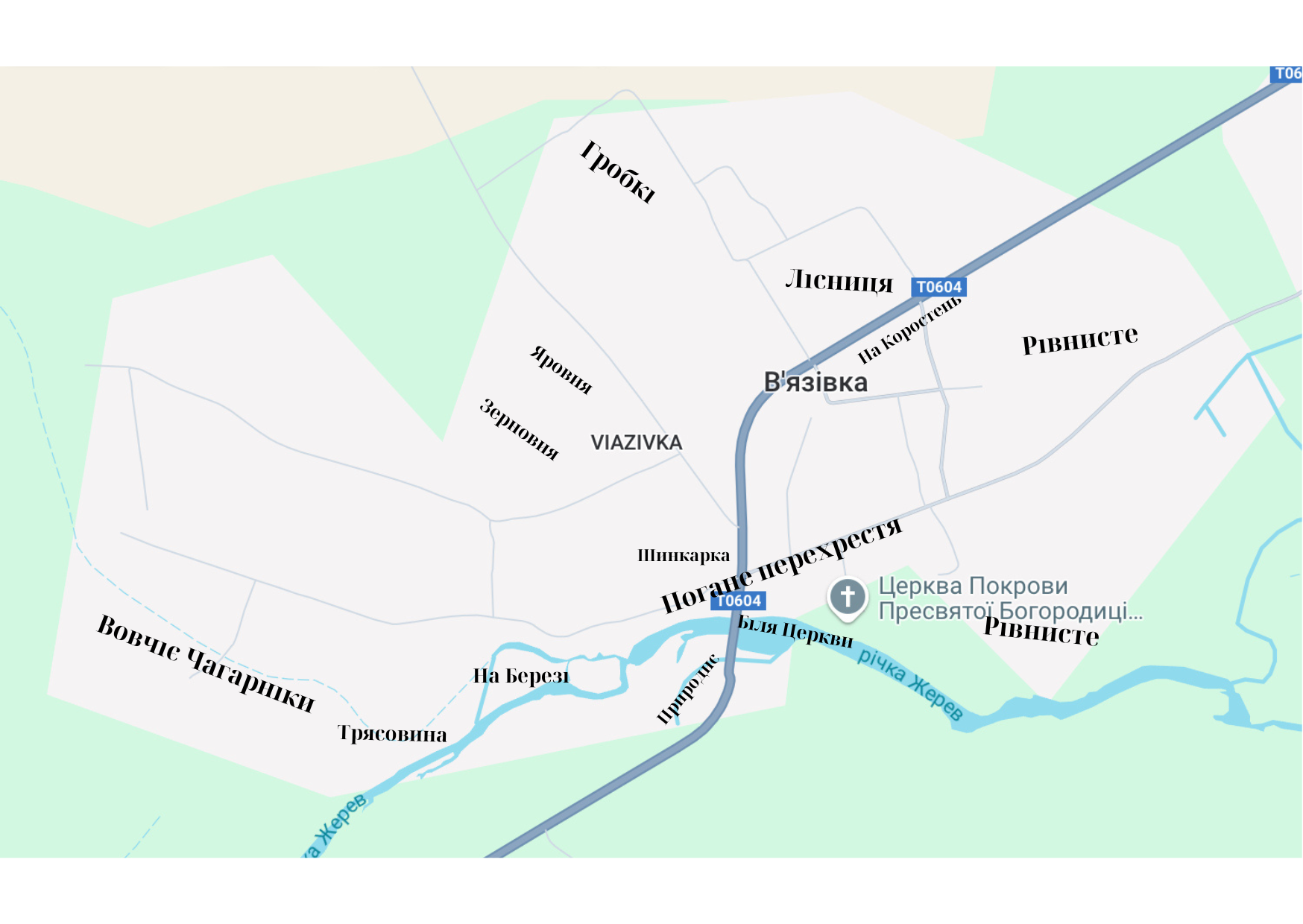
Карта мікротопонімів села Вʼязівка

Трясовина – Р. В. Трясовини; «дуже грузьке болото, поросле яскраво-зеленою травою і мохом, що утворилося на місці колишньої водойми» [СУМ, т.10, ст. 305].  Мікротопонім утворений семантичним способом від апелятива, що відображає специфіку ґрунтового покриву. Трясовина (бол.) – болотиста місцевість. Розташована у південно-західній частині села. 
Вир:
Вихор – Р. В. Вихору. У словнику «вихор» має значення «рвучкий, стрімкий круговий рух вітру» [СУМ, т. 1, ст. 534]. Мікротопонім утворений семантичним способом від апелятива на позначення фізичних властивостей води. Вихор (глиб. місц. на річц.) – глибоке місце на річці, синонімічне до вир.
Дорога:
На Коростень – Р. В. На Коростень. Мікротопонім утворений синтаксичним способом від іменника з прийменником на. На Коростень (д.) – мікротопонім позначає ґрунтову дорогу у напрямку м. Коростень (Житомирська область). Дорога проходить уздовж села.
Залізниця:
До Ігната – Р. В. До Ігната. Мікротопонім утворений синтаксичним способом від іменника з прийменником до. До Ігната (з.) –  мікротопонім позначає залізницю, антропонім вказує, що вона розташована біля Ігната.  
Канал:
Природнє – Р. В. Природнього; «зумовлений, спричинений законами природи» [СУМ, т. 8, ст. 8]. Мікротопонім утворився морфолого-синтаксичним способом від субстантивованого оніма. Природнє (природ. кан.) – найменування природного каналу. Розташований на півдні села.
Каплиця:
На Роздоріжжі – Р. В. На Роздоріжжі; «місце, звідки розходяться або куди сходяться дві чи кілька доріг» [СУМ, т. 8, ст. 668]. Мікротопонім утворений синтаксичним способом від іменника та прийменника на, що вказував на місце, де розташований об'єкт. На Роздоріжжі (капл.) –  каплиця, що розташована на роздоріжжі. 
Кладовище:
Гробкі – Р. В. гробків; «місце для поховань, кладовище, цвинтар, некрополь» [ВТС]. Мікротопонім утворений семантичним способом від апелятива на позначення його розташування. Гробкі (кл.) –  найменування кладовища. Розташовані у північно-східній частині села.
Криниця:
Колодязь Степана – Р. В. Колодязя Степана; «захищена від обвалів вузька глибока яма, що служить для добування води з водоносних шарів ґрунту» [СУМ, т. 4, ст. 229]. Мікротопонім утворений семантичним способом від географічного апелятива з антропонімом. Колодязь Степана (к.) – засвідчував належність колодязя Степанові. 
Круча:
На Березі – Р. В. На Березі; «край землі, що межує з поверхнею річки, озера, моря і т. ін» [СУМ, т. 1, ст. 158]. Мікротопонім утворений синтаксичним способом від іменника та прийменника на, що вказував на місце, де розташований об'єкт. На Березі (кр.) – круча біля річки. Розташована у південно-західній частині села.
Лісові посадки:
Лісовиє Парки (посадка) – Р. В. Лісових Парків; «великий сад спеціального призначення, звичайно відкритий для відвідувачів» [СУМ, т. 6, ст. 70]. Мікротопонім утворений семантичним способом від географічного апелятива з діалектною формою плюратива. Лісовиє Парки (ліс. пос.) – лісові посадки. 
Луг:
Сіножать – Р. В. Сіножаті; «місце, відведене для косіння трави на сіно» [СУМ, т. 9, ст. 226]. Мікротопонім утворений семантичним способом від географічного апелятива. Сіножать (луг) – луг, де косять траву. Розташований у південно-східній частині села.
Мости:
Біля Церкви – Р. В. Біля Церкви; «будівля, в якій відбувається християнське богослужіння» [СУМ, т. 11, ст. 202]. Мікротопонім утворений синтаксичним способом від іменника та прийменника біля, що вказував розташування одного об'єкта біля іншого. Біля Церкви (м.) – міст, що розташований біля церкви. Розташований на півдні села.
Непридатні землі:
Солярникі – Р. В. Солярників. Дефініції немає у словнику. Мікротопонім утворений семантичним способом від діалектної форми. Солярникі (неприд. земл.) – непридатні землі, у яких був великий відсоток солей. 
Пагорб:
Каланчукова Гора – Р. В. Каланчукової гори; «значне підвищення над навколишньою місцевістю або серед інших підвищень» [СУМ, т. 2, ст. 124]. Мікротопонім утворений семантичним способом від географічного апелятива й антропоніма, що утворений за допомогою присвійного суфікса. Каланчукова Гора (п., част. села) – мікротопонім позначає пагорб. Атрибутив вказує, що на тому місці жив рід Каланчуків. 
Пасовища:
Випаси – Р. В. Випасів; «місце, де випасають худобу» [СУМ, т. 1, ст. 448]. Мікротопонім утворений семантичним способом від контактного апелятива. Випаси (пас.) – місце випасу худоби (пасовище). 
Перехрестя:
Погане Перехрестя – Р. В. Поганого Перехрестя; «місце перетину шляхів, стежок, вулиць і т. ін» [СУМ, т. 6, ст. 315]. Мікротопонім утворений семантичним способом від географічного апелятива з атрибутивом. Погане Перехрестя (п.) – атрибутив «погане», згідно з легендами, вказує на перетин доріг, де перебуває нечиста сила. Розташоване на півдні села.
Потік:
Рувчякі – Р. В. Рувчяків; «невеликий водяний потік, що утворюється від снігових, дощових або підземних вод» [СУМ, т. 8, ст. 553]. Мікротопонім утворений семантичним способом від гідрографічного апелятива. Рувчякі (потік) – місце, де утворювалися потоки після снігів та дощів. 
Саджавки:
Лісниця – Р. В. Лісниці; «дике плодове дерево, що росте у лісі, та його плоди: дичка» [СУМ, т. 4, ст. 523]. Мікротопонім утворений семантичним способом від апелятиву, що відображає специфіку рослинного світу. Лісниця (садж.) – саджавки в лісі. Розташована у північно-східній частині села.
Сіножать:
Жатва – Р. В. Жатви. У словнику не фіксується значення. Мікротопонім утворений семантичним способом від діалектної форми. Жатва (пас.) – сіножать, де косять траву.
Суха річка:
Під Річічкою – Р. В. Під Річічкою; «водний потік, що живиться із джерела або стоком атмосферних опадів і тече по видовжених зниженнях рельєфу від верхів'я до гирла» [СУМ, т. 8, ст. 574]. Мікротопонім утворений синтаксичним способом від прийменникової сполуки. Під Річічкою (с. р.) – суха річка.  
Фермерські угіддя:
Зерновия – Р. В. Зернових; «різні сільськогосподарські рослини, зерна яких використовуються як продукти харчування, а також для одержання концентрованих і грубих кормів та сировини для промисловості» [СУМ, т. 3, ст. 561]. Мікротопонім утворений семантичним способом від діалектної форми плюратива. Зерновия (ферма) – атрибутив вказував на частину фермерських угідь, де вирощували зернові культури. Розташовані у північно-західній частині села.
Яровия – Р. В. Ярових; «посіви ярих культур» [СУМ, т. 11, ст. 651]. Мікротопонім утворений семантичним способом від діалектної форми плюратива. Яровия (ферма) – атрибутив вказував на частину фермерських угідь, де вирощували ярові культури. Розташовані у північно-західній частині села. 
Фільварок:
Помістя – Р. В. Помістя; «земельне володіння поміщика» [СУМ, т. 7, ст. 126]. Мікротопонім утворений семантичним способом від географічного апелятива. Помістя (ф.) – найменування старого фільварку. 
Хутори:
За Річкою – Р. В. За Річкою; «водний потік, що живиться із джерела або стоком атмосферних опадів і тече по видовжених зниженнях рельєфу від верхів'я до гирла» [СУМ, т. 8, ст. 579]. Мікротопонім утворений синтаксичним способом від прийменникової сполуки. За Річкою (х.) – хутір, що розташований за річкою. Розташований у південно-західній частині села.
Частини лісу:
Вовчіє Чагарніки – Р. В. Вовчіх Чагарніків; «зарості багаторічних дерев'янистих кущових рослин» [СУМ, т. 11, ст 262]. Мікротопонім утворений семантичним способом від географічного апелятива з атрибутивом, що виражений діалектною формою плюратива. Вовчіє Чагарніки – атрибутив «вовчіє» вказує на місце в лісі, де водяться вовки. Розташовані у південно-західній частині села. 
Грибниє Мєста – Р. В. Грибних Мєст; «простір, пункт, де що-небудь розміщене, відбувається» [СУМ, т. 4, ст. 751]. Мікротопонім утворений семантичним способом від діалектного апелятива з атрибутивом, що виражений діалектною формою  плюратива. Грибниє Мєста (част. ліс.) – атрибутив «грибниє» вказував на частину лісу, де ростуть гриби. 
Ожиновая Роща – Р. В. Ожинової Рощі. У словнику немає дефініції. Мікротопонім утворений семантичним способом від діалектного апелятива з атрибутивом, що виражений діалектною формою плюратива. Ожиновая Роща (част. ліс.) – частина лісу, де росте ожина. 
Ягодниє Мєста – Р. В. Ягодних Мєст; «простір, пункт, де що-небудь розміщене, відбувається» [СУМ, т. 4, ст. 751]. Мікротопонім утворений семантичним способом від діалектного апелятива з атрибутивом, що виражений діалектною формою плюратива. Ягодниє Мєста (част. ліс.) – атрибутив «ягодниє» вказував на частину лісу, де ростуть лісові ягоди. 
Частина села:
Каланчукова Гора – Р. В. Каланчукової гори; «значне підвищення над навколишньою місцевістю або серед інших підвищень» [СУМ, т. 2, ст. 124]. Мікротопонім утворений семантичним способом від географічного апелятива й антропоніма, що утворений за допомогою присвійного суфікса. Каланчукова Гора (част. села) – мікротопонім позначає частину села. Атрибутив вказує, що на тому місці жив рід Каланчуків. 
Рівнисте – Р.В. Рівнистого. У словнику не фіксується значення. Мікротопонім утворився морфолого-синтаксичним способом від субстантивованого оніма. Рівнисте (рівн.) – найменування рівнини. Розташоване на сході села. 
Шерехове – Р. В. Шерехового. Мікротопонім утворений суфіксальним способом за допомогою форманту -ов- від антропоніма Шерех. Шерехове (част. села) – частина села, де жив рід Шерехів. 
Шинок:
Шинкарка – Р. В. Шинкарки; «невеликий заклад, де продаються спиртні напої» [СУМ, т. 11, ст. 454]. Мікротопонім утворений семантичним способом від апелятива. Шинкарка (корчма) – найменування корчми. Розташована на півдні села.
Ями:
Глиняні Ями – Р. В. Глиняних Ям; «заглиблення в землі» [СУМ, т. 11, ст. 644]. Мікротопонім утворений семантичним способом від географічного апелятиву з атрибутивом. Глиняні Ями (я.) –  атрибут в мікротопоніма «глиняні» вказує, що на місці ям добували глину.  
Яр:
На Кінці Міста – Р. В. На Кінці Міста; «крайній пункт міста» [СУМ, т. 4, ст. 163]. Мікротопонім утворений синтаксичним способом від синтаксично звʼязного словосполучення іменника міста та іменника з прийменником на кінці. На Кінці Міста (яр) – яр у кінці міста. 
У Лісі – Р. В. У Лісі; «велика площа, заросла перев. деревами й кущами» [СУМ, т. 4, ст. 522]. Мікротопонім утворений синтаксичним способом від прийменникової сполуки. У Лісі (яр) – яр, що розташований у лісі.  